# Васильев, Сергей Евгеньевич
Васильев Сергей Евгеньевич (1 января 1957, село Терса, Еланский район, Сталинградская область — 29 января 2016, Волгоград) — российский поэт и переводчик, журналист.

## Биография
Родился в крестьянской семье. После школы работал в колхозе, служил в армии, в 1982 году окончил Литературный институт имени А. М. Горького.
В 1979 году вступил в КПСС, с 1989 года член Союза писателей СССР.
Печататься начал в 1968 году в еланской городской газете «Ленинский путь». Автор множества поэтических сборников для взрослых и детей: «Синица», «Речь пернатых», «Всезнайка» (1991), «Надломленная ветвь», «Из лета в лето» (1991), «Часы с кукушкой» (1996), «Свет в горсти» (1999), «Странные времена» (2001), «Бересклет» (2005), «Именины у бабушки Нины», «Слова, играющие в прятки», «Астроном и гастроном», «Чёрные подсолнухи», «Из четырёх книг», «Стихотворения», «Матушка-река». Произведения публиковали журналы: «Юность», «Новый мир», «Знамя», «Дружба народов», «Москва», «Арион», «Нева», «Уральская новь», «Вестник Европы», «Золотой век», «Интерпоэзия», «Волга», «Отчий край» и другие.
Возглавлял редакцию волгоградского детского журнала «Простокваша» (1991—1995), газеты «Русское поле» (1995—1996).
Лауреат многочисленных творческих премий: Всероссийской литературной премии «Сталинград», премии им. Сергея Есенина «О Русь! Взмахни крылами…», премии им. Расула Гамзатова «Белые журавли», Международной литературной премии им. П. П. Ершова, «О Русской земле».